# Hieronim (Muzeeyi)
Hieronim, nazwisko świeckie Muzeeyi (ur. 18 marca 1963 w Bulopa) – ugandyjski biskup prawosławny w jurysdykcji Patriarchatu Aleksandrii.

## Życiorys
Święcenia diakonatu przyjął w 1995, a prezbiteratu w 1996. 23 listopada 1997 otrzymał chirotonię biskupią. W latach 1997–2007 był biskupem pomocniczym eparchii Bukoby, następnie stanął na czele tejże administratury (która została podniesiona do rangi metropolii i otrzymała nazwę „Metropolia Mwanzy”).
W czerwcu 2016 r. uczestniczył w Soborze Wszechprawosławnym na Krecie.
W 2022 r. został metropolitą Kampali.